# Франсіско Пачеко
Франсіско Пачеко (ісп. Francisco Pacheco; 3 листопада 1564, Санлукар-де-Баррамеда — 27 листопада 1644, Севілья) — іспанський художник, представник маньєризму в іспанському мистецтві XVI століття. Малював релігійні картини з ускладненою символікою та сухі, прозаїчні портрети.

## Біографія
Народився в містечку Санлукар де Баррамеда. Разом з батьками, Жуаном Пересом і Леонорою дел Ріо перебрався в місто Севілья.
Художнє навчання отримав у Луїса Фернандеса. На художню манеру Франсіско Пачеко великий вплив мали твори другорядних майстрів-маньєристів Італії, які він вивчав і копіював.
В зрілі роки наважився відвідати нову столицю Мадрид (малий і хаотично забудований) і стару на той час столицю Іспанії Толедо у 1611 році. Зустрічався з похилого віку Ель Ґреко і малював його портрет. Жив і працював в Севільї, де відкрив художню школу. Завдяки навчанню в цій школі Дієго Веласкеса і Алонсо Кано, вважається їх вчителем. Хоча на творах талановитого Веласкеса художня манера Пачеко майже нічим не позначилась.
Важливою особливістю позахудожнього життя Пачеко була посада офіційного цензора Інквізиції міста Севілья.
Займався теорією мистецтв. У 1649 році посмертно була надрукована книга Франсіско Пачеко «Мистецтво живопису», де дав також опис своїх зустрічей з Ель Ґреко.
Був одружений і мав дочку Хуану Пачеко (1602—1660), з якою узяв шлюб Веласкес.

## Картини Франсіско Пачеко

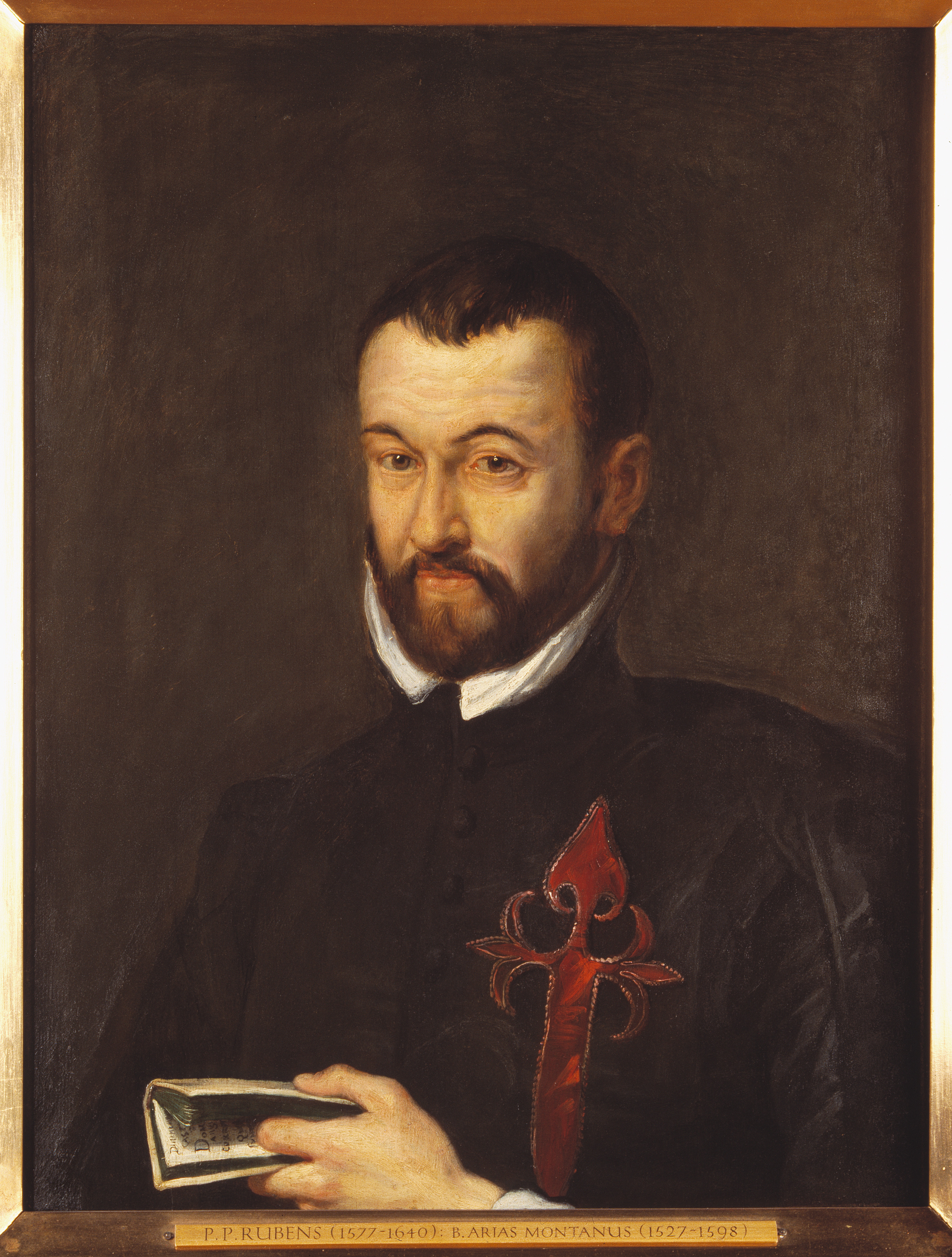
Портрет Беніто Монтано.
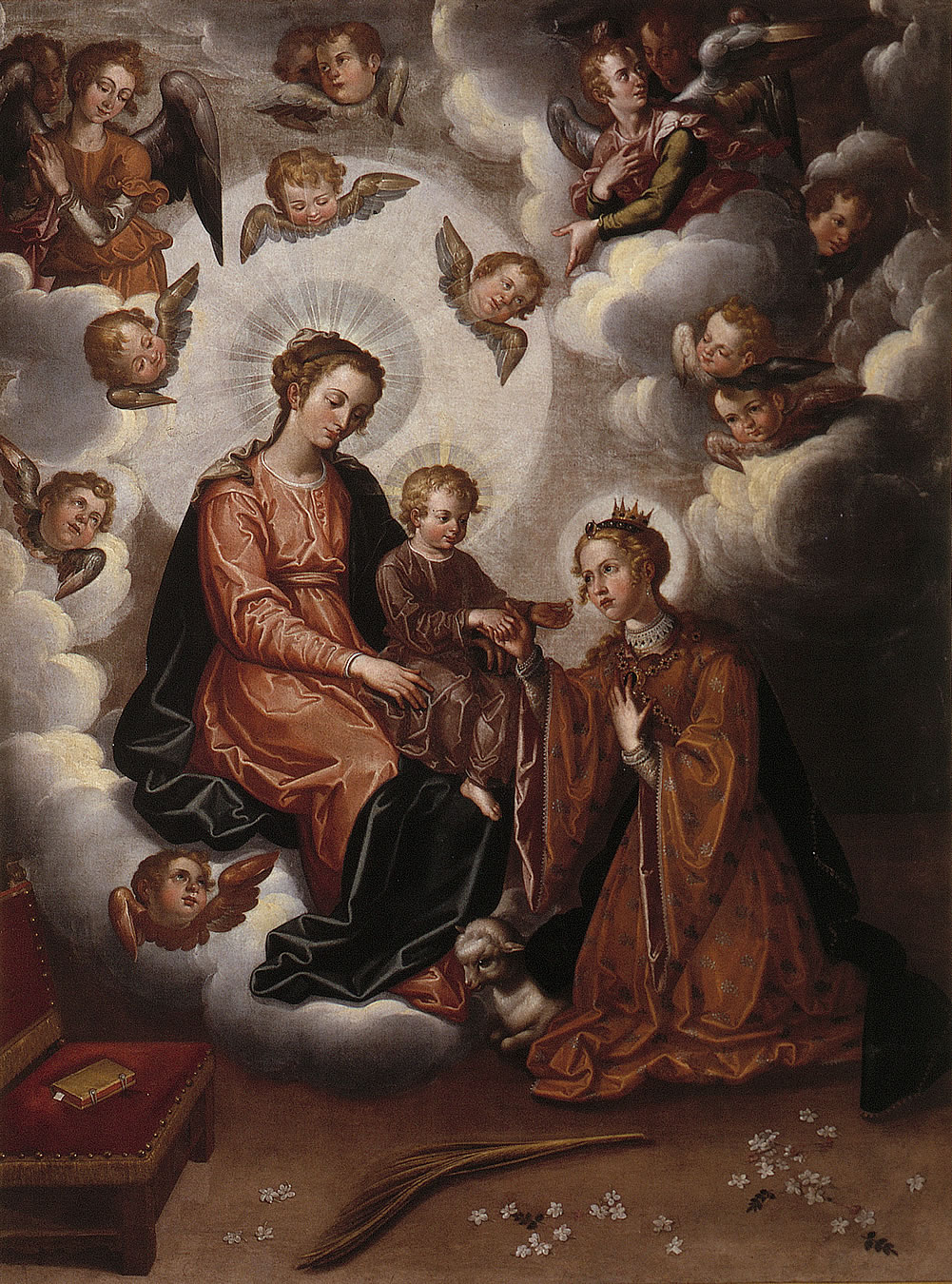
Мадонна з немовлям і Свята Інеса.Музей в Севільї.
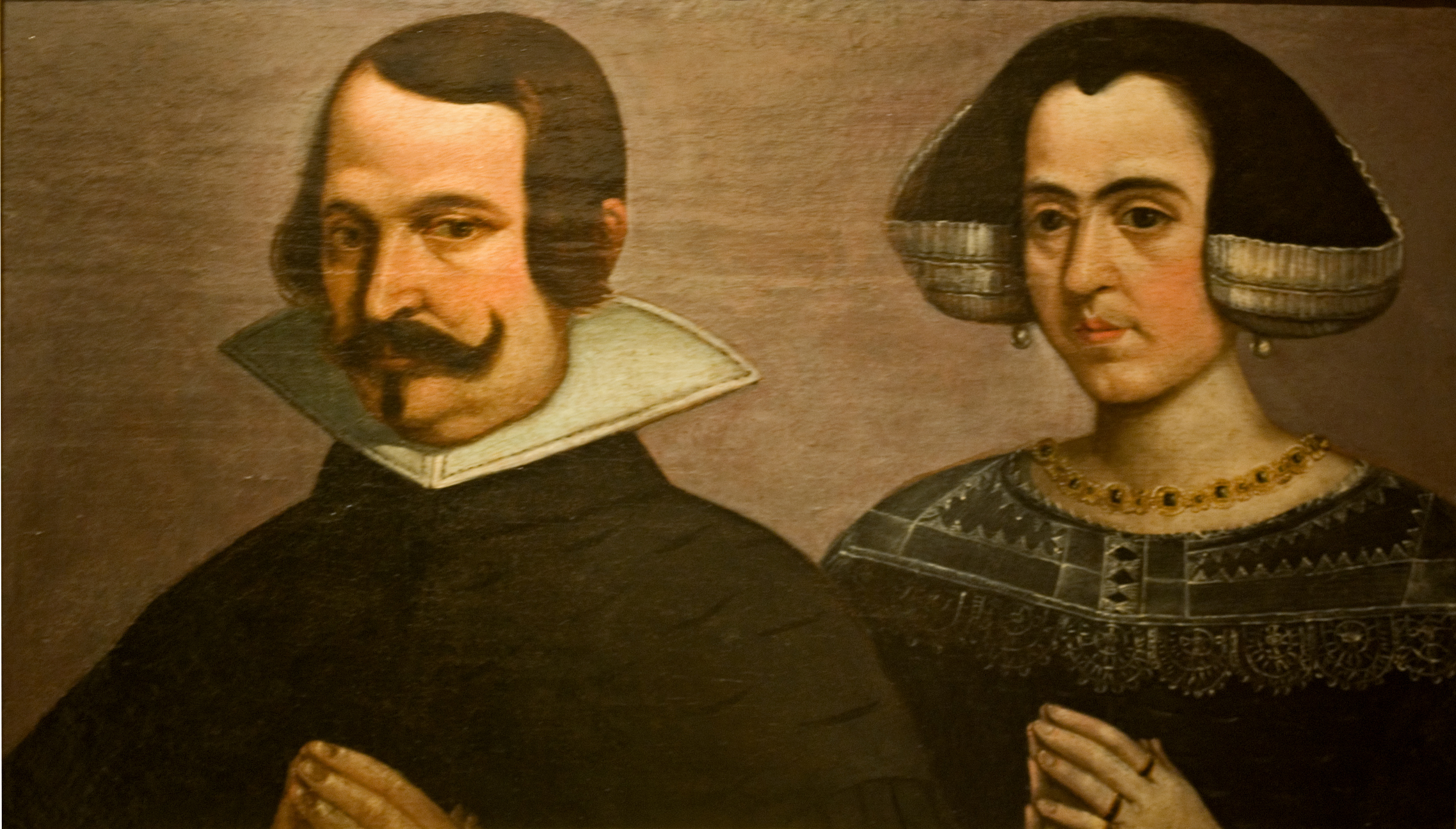
Портрет невідомого сеньйора і дами.
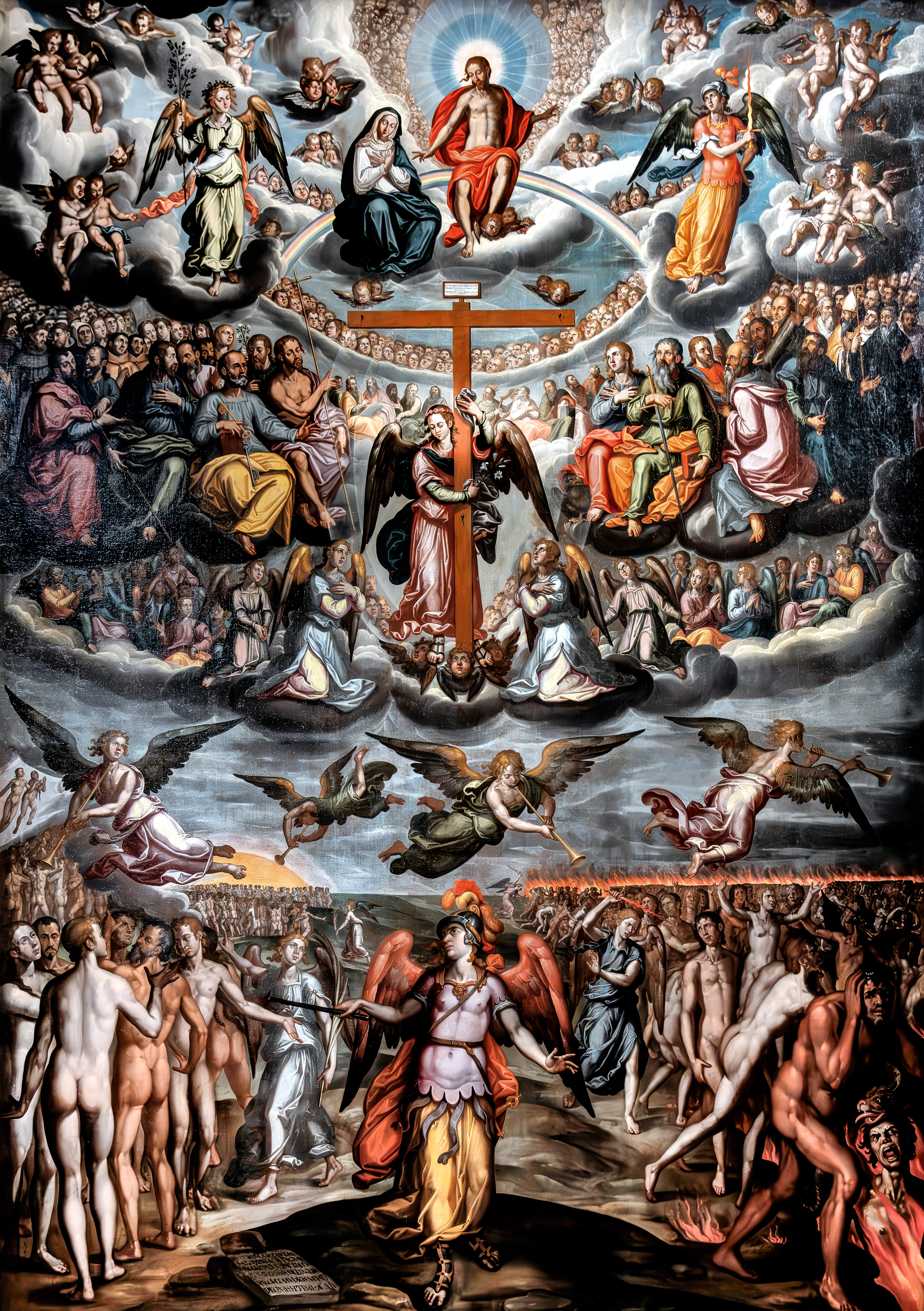
Страшний Суд